# Гней Помпей Магн (квестор)
Гней Помпей Магн (лат. Gnaeius Pompeius Magnus; 23 — 47) — політичний та військовий діяч Римської імперії, префект, квестор. 

## Життєпис
Походив з роду нобілів Ліциніїв. Син Марка Ліцинія Красса Фругі, консула 27 року, і Скрібонії. Отримав прізвище на честь свого предка по материній лінії — Гнея Помпея Великого (Магна).
Імператор Калігула хотів вбити Помпея, побоюючись його знатного походження, проте пожалів через його молодість і лише заборонив йому носити когномен «Магн». Втім у 40 році Гней увійшов до колегії арвальских братів.
Імператор Клавдій повернув Помпею когномен «Магн» і у 41 році видав за нього свою доньку Антонію. Того ж року обіймав посаду вігінтвіра. У 42 році він отримав сан понтифіка. Разом з тим був префектом міста і керував Латинськими урочистостями. Згодом отримав право займати державні посади на п'ять років раніше законного терміну.
У 43 році брав участь в британському поході Клавдія на посаді квестора, був відправлений імператором до Риму, щоб повідомити сенату звістку про перемогу. У 44 році брав участь у тріумфі Клавдія над бритами.
На початку 47 року в результаті інтриг імператриці Мессаліни Помпея звинуватили у змові проти Клавдія та стратили.